# Tulski (Adygeja)
Tulski (russisch Тульский, adygeisch Еджэркъоежъ) ist eine ländliche Siedlung in der Republik Adygeja (Russland) mit 10.732 Einwohnern (Stand 14. Oktober 2010).

## Geographie
Der Ort liegt am Nordrand des Großen Kaukasus, gut zehn Kilometer südlich des Zentrums der Republikhauptstadt Maikop, am rechten Ufer des Kuban-Nebenflusses Belaja. In der Umgebung steigen die bewaldeten Vorberge des Kaukasus bis auf gut 500 m Höhe an.
Tulski ist Verwaltungszentrum des Rajons Maikopski. Zur Stadtgemeinde (gorodskoje posselenije) Tulski gehört neben der Siedlung noch das 12 Kilometer südöstlich in den Bergen gelegene Dorf Machoschepoljana.

## Geschichte
Der Ort entstand in der Endphase des Kaukasuskrieges 1817–1864 im Rahmen der Ansiedlung von Russen auf von zuvor Tscherkessen besiedeltem Gebiet im Jahre 1862 als Staniza Jegeruchajewskaja. Bereits 1867 erhielt die Staniza den Namen Tulskaja zu Ehren der ersten Siedler, Freiwilliger des Tulaer Infanterieregiments (russisch Tulski pechotny polk).
In der sowjetischen Periode wurde die Staniza am 10. April 1936 Verwaltungssitz des seit 1924 bestehenden Rajons Maikop, nachdem die Stadt Maikop und der nördliche Teil des Rajons um die Staniza Chanskaja von der damaligen Asow-Schwarzmeer-Region an die Autonome Oblast Adygeja abgegeben worden waren. Mit Gründung der Region Krasnodar am 13. September 1937 kam der Rajon zu dieser und erhielt den Namen ihres Verwaltungssitzes Tulskaja.
Im Zweiten Weltkrieg war Tulskaja von August 1942 bis Januar 1943 von der deutschen Wehrmacht besetzt.
Am 28. April 1962 wurde der Rajon aufgelöst und sein Territorium an den Rajon Maikop der Autonome Oblast Adygeja angeschlossen. 1963 erhielt die Staniza Tulskaja den Status einer Siedlung städtischen Typs in der heutigen Namensform. Nach mehreren verwaltungstechnischen Umgestaltungen ab 1962 wurde Tulski am 6. Juli 1965 wieder Zentrum des Rajons. Seit 2011 ist Tulski ländliche Siedlung (possjolok).

### Bevölkerungsentwicklung
| Jahr | Einwohner |
| ---- | --------- |
| 1939 | 3.299     |
| 1959 | 4.706     |
| 1970 | 7.077     |
| 1979 | 8.024     |
| 1989 | 9.538     |
| 2002 | 10.502    |
| 2010 | 10.732    |

Anmerkung: Volkszählungsdaten

## Kultur und Sehenswürdigkeiten
In Tulski existiert seit 1952 ein Heimatmuseum, das seit 1993 öffentlich zugänglich ist.

## Wirtschaft und Infrastruktur
In Tulski gibt es Betriebe der Forst- und Bauwirtschaft sowie der Lebensmittelindustrie.
Zwei Kilometer westlich der Siedlung, am jenseitigen Ufer der Belaja, befindet sich die Station Tulskaja an der eingleisigen Eisenbahnstrecke Beloretschenskaja – Maikop  – Chadschoch (Kamennomostski). Durch das Tal der Belaja verläuft über Tulski (westliche Ortsumgehung) auch die Straße, die den südlichen Teil der Republik Adygeja erschließt und von Maikop ausgeht, wo Anschluss an die Zweigstrecke Armawir – Tuapse der Fernstraße M29 besteht.